# Коупленд, Мисти
Мисти Даниэль Коупленд (англ. Misty Copeland; род. 10 сентября 1982, Канзас-Сити, Миссури, США) — американская балерина, выступающая в Американском театре балета, одной из трёх классических балетных трупп Соединённых Штатов Америки. 30 июня 2015 года она стала первой афроамериканской балериной, получившей звание ведущей танцовщицы за 75-летнюю историю Американского театра балета.
Коупленд считается необыкновенно одарённой девушкой, которая смогла стать настоящей звездой балета, не смотря на то, что начала заниматься им только в возрасте 13 лет. Двумя годами позже в 1998 году её мать и учителя балета вели борьбу за опеку над ней. Тем временем Коупленд была уже завоевала несколько танцевальных наград и получала профессиональные предложения о работе. Юридические разбирательства включали в себя вопрос об эмансипации Коупленд и запретительные иски её матери. В конечном итоге по инициативе обеих сторон судебное разбирательство было окончено, Коупленд переехала домой, где начала обучение у нового учителя, бывшего артиста Американского театра балета.
В 1997 году Коупленд получила премию Лос-Анджелесского музыкального центра, как лучшая танцовщица Южной Калифорнии. Пройдя две летних стажировки в Американском театре балета, в 2000 году она стала членом студийной труппы театра, в 2001 присоединилась к кордебалету, а в 2007 году заняла роль солистки Американского театра балета. В период с 2007 по середину 2015 года, будучи солисткой, признавалась публикой самой утончённой танцовщицей современности.
Помимо основной танцевальной деятельности, она также выступает в качестве публичного спикера, её приглашают к работе в качестве селебрити. Коупленд является автором двух биографических книг, а также приняла участие в съёмках документального фильма A Ballerina’s Tale, в котором рассказала о проблемах в своей карьере. В 2015 году она появилась на обложке журнала Time, само же издание назвало её одним из 100 самых влиятельных людей мира. Она выступала на Бродвее, участвуя в мюзикле «On the Town», гастролировала в качестве танцовщицы с Принсом, а также принимала участие в реалити-шоу A Day in the Life и So You Think You Can Dance. Коупленд также сотрудничала в качестве рекламного лица со следующими компаниями: T-Mobile, Coach, Inc., Dr Pepper, Seiko, The Dannon Company и Under Armour.

## Ранние годы
Мисти Коупленд родилась 10 сентября 1982 года в Канзас-Сити, штат Миссури, в семье Сильвии Делакерны и Дуга Коупленда. Детство девочки прошло в Лос-Анджелесе, штат Калифорния. Отец Мисти имеет немецкие и афро-американские, а мать итальянские и афро-американские корни. Мать Мисти в детстве была удочерена афро-американской семьёй. Мисти самая младшая из четырёх детей от второго брака матери, у неё есть два сводные брата и сестра. В возрасте с 2 до 22 лет Мисти не имела возможности общаться со своим отцом. Её мать в юности была чирлидером Канзас-Сити Чифс, а также изучала танцы. Она получила образование фельдшера, но всю жизнь работала в основном в сфере продаж.
С трёх до семи лет Мисти жила в Беллфлауэре, штат Калифорния, вместе со своей матерью и её третьим мужем Гарольдом Брауном, руководителем отдела продаж компании Atchison, Topeka and Santa Fe Railway. Позднее семья переехала в Сан-Педро, где мать Мисти вышла замуж за четвёртого мужа, радиолога Роберта Делакерна. Здесь юная Коупленд училась училась в начальной школе «Point Fermin». В возрасте семи лет Коупленд посмотрела по телевизору фильм «Nadia», после чего она стала подражать главной героине фильма Наде Команечи. До подрасткового возраста Коупленд не обучалась балету и гимнастике, но она у мела делать сальто и любила танцевать под музыкальные треки Мэрайи Кэри. Мисти последовала примеру своей сестры Эрики и стала капитаном команды по строевой подготовке в средней школе. Там благодаря врождённой грации Мисти заметила Элизабет Кантин, тренер по классической подготовке.
В 1994 году мать Мисти Коупленд рассталась со своим четвёртым мужем. После развода она вместе со всеми детьми обосновалась в двух маленьких комнатах отеля «Sunset Inn» в Гардине, штат Калифорния. В 1996 году Элизабет Кантин уговорила Коупленд пойти в балетный класс для мальчиков и девочек в местном клубе, где её подруга Синтия Брэдли раз в неделю проводила бесплатные уроки балета. Перед тем как присоединиться к группе Мисти посетила несколько занятий в качестве зрителя. Мать разрешила Мисти ходить на занятия в клуб после школы. А Синтия Брэдли в свою очередь предложила Коупленд заниматься в её маленькой балетной школе, которая располагалась в танцевальном центре Сан-Педро. В начале Коупленд пришлось отклонить предложение, так как у семьи не было автомобиля и некому было возить Мисти на занятия, её мать работала по 12-14 часов в день, и сестра Эрика также работала на двух работах. Мисти Коупленд начала заниматься балетом только в 13 лет. Синтия Брэдли забирала её после уроков из школы и отвозила на занятия в танцевальный центр Сан-Педро. Спустя три месяца занятий Коупленд встала на пуанты.
Мать Мисти настаивала, чтобы та бросила занятия балетом, но Синтия Брэдли настаивала, чтобы девочка занималась. Мать дала своё согласие и юная Коупленд переехала в семью Брэдли, продолжив посещать занятия. В итоге мать Мисти и Брэдли подписали контракт на управление карьерой Коупленд на всю жизнь. Мисти в будни жида у Брэдли на побережье, а на выходные приезжала к матери, дорога до которой занимала 2 часа на автобусе. Следующие 3 года Коупленд провела большую часть времени с Брэдли. К 14 годам Мисти Коупленд стала победительницей национального балетного конкурса и получила свою первую сольную роль. В семье Брэдли Мисти познакомилась с книгами и видео о балете. Увидев выступление Паломы Эррера, ведущей балерины Американского театра балета, Коупленд стала боготворить её подобно Мэрайи Кэри. Впервые представители СМИ обратили внимание на Коупленд, когда она привлекла более 2 000 зрителей на шоу, в котором она выступала в роли Клары в «Щелкунчике» в средней школе Сан-Педро. Она также танцевала главную партию Китри в балете «Дон Кихот» в танцевальном центре Сан-Педро, а затем выступила с Лос-Анджелесской академией изящных искусств в главной роли в «The Chocolate Nutcracker», афроамериканской версии балета, поставленного Дебби Аллен. Последний был поставлен на сцене Калифорнийского университета в Лос-Анджелесе. Партия Коупленд была изменена специально под неё, в неё были добавлены этнические танцы.
В этот период Мисти получала от семьи Брэдли больше внимания, чем её мать могла уделить каждому из своих шестерых детей. Мисти выросла в христианской семье, которая не посещала церковь, во время проживания в семействе Брэдли, Коупленд посещала их синагогу и праздновала с ними Шаббат, духовная близость с ними доставляла ей удовольствие. Помимо интенсивных занятий балетом с Брэдли, Коупленд также занималась современным танцев в партнёрстве с мужем Синтии, который был инструктором па-де-де. Летом перед пятнадцатилетием Коупленд, Брэдли перевела Мисти на домашнее обучение по программе 10 класса, что позволило уделять больше времени занятиям танцами. В марте 1998 года на церемонии вручения наград Los Angeles Music Center Spotlight Awards, которая проходила в павильоне «Chandler», 15-летняя Коупленд заняла первое место. Коупленд призналась, что это был первый раз, когда ей пришлось справиться с нервным напряжением. наградами для победителей стали стипендии от 500 до 2 500 долларов. Благодаря её победе в 10-м ежегодном конкурсе одарённых старшеклассников Южной Калифорнии Los Angeles Times признал её лучшей молодой танцовщицей в районе Большого Лос-Анджелеса.
В 1998 году Коупленд посещала летние занятия в балетной школе Сан-Франциско. Среди многочисленных предложений вместе с Брэдли она выбрала мастерские балета Джоффри, Американского театра балета и Танцевального театра Гарлема. Из всех программ, в которы она пробовалась только балет Нью-Йорк Сити не сделали ей предложение. Балет Сан-Франциско, Американский театр балета и балет Нью-Йорк Сити считаются тремя самыми выдающимися труппами классического балета в США. Во время семена, который проходил в течение 6 недель в Сан-Франциско, Коупленд была определена в самую сильную группу и получала стипендию, которая покрывала все расходы. По окончании семинара она одна из немногих получила предложение продолжить обучение в школе на дневном отделении. Но Мисти отказалась от предложения, так как её мать настояла на возвращении домой и продолжении обучения у Брэдли, а сама Коупленд мечтала о стажировке в Американском театре балета будущим летом.

## Битва опекунов
Коупленд вернулась в дом матери, они много ссорились. Мать Коупленд постоянно возмущалась, что сильному влиянию Брэдли, а потом и вовсе решила, что Мисти не будет больше у неё заниматься. В тот момент Мисти просто обезумела от мысли, что не будет больше танцевать. Когда она была в Сан-Франциско, она слышала там термин «эмансипация». В то время данная процедура была популярна среди молодых исполнителей и позволяла обеспечить их финансовую независимость. Брэдли познакомила Мисти с юристом Стивеном Бартеллом, который объяснил ей процесс подачи прошения об освобождении. Брэдли поощряла то, чтобы юной не Коупленд не было дома, в момент, когда её мать получила извещение о прошении независимости. На три дня Мисти сбежала из дома и остановилась у друга, в это время Бартелл подал документы об освобождении. Матери рассказали о петиции об освобождении после того, как она заявила о пропаже дочери. Через три дня после побега полиция доставила Коупленд домой. Мать Мисти наняла адвоката Глорию Оллред и подала заявку на серию запретительных судебных приказов, в том числе на пятилетнего сына Брэдли, который был соседом Коупленд по комнате и на адвоката Бартелла. Частично приказ был направлен на то, чтобы запретить общение между Брэдли и Коуплендом, но у него не было надлежащей правовой основы, поскольку не было преследований и притеснений.
Начиная с августа-сентября 1998 года спор об опеке получил широкую огласку в прессе, особенно в Los Angeles Times и Extra. Маленькие заметки с освещением переросли в обзорные статьи. Дело рассматривалось в Торрансе в Верховном суде округа Лос-Анджелес. Мать Мисти утверждала, что Брэдли воздействовала на юную Коупленд, заставив её подать иск об освобождении от матери. Оллред строила своё выступление на утверждении, чт Брэдли настроила Мисти Коупленд против матери, принижая её интеллект. Брэдли отвечала, что контракт на управление делами Мисти давал ей власть над её карьерой, она также заявила, что подождёт пока Мисти исполнится 18 лет, прежде чем будет претендовать на положенные ей контрактом 20 процентов от её заработков.
После заявления матери Коупленд, что она будет всегда следить за тем, чтобы её дочь могла танцевать, документы об освобождении и запретительные судебные приказы были отменены. Сама же Мисти утверждала, что не знакома с термином «эмансипация» и отозвала петицию, сообщив судье, что такие обвинения больше не соответствуют её желаниям. Тем не менее её мать всячески хотела убрать Брэдли из жизни своей дочери. В 1998 году Коупленд повторно поступила в среднюю школу Сан-Педро на первый год обучения, чтобы закончить её со своим первоначальным классом в 2000 году. Мать обратилась за помощью к Элизабет Кантин, чтобы та помогла найти новую балетную школу. Коупленд начала заниматься в Lauridsen Ballet Centre в Торрансе с Дайан Лауридсен, бывшей танцовщицей Американского театра балета. Теперь занятия проходили только в вечернее время, чтобы Мисти не пропускала занятия в школе. Позднее в 1998 году, когда обе стороны конфликта появились в ток-шоу Лизы Гиббонс «Leeza», юная Коупленд сидела молча, наблюдая как взрослые «бесстыдно препирались». Во время учёбы в младшем классе средней школы средний балл Коупленд был 3,8 — 4. В 2000 году её мать выступила с заявлением, что доходы от выступлений Коупленд откладывались на сберегательный счёт и использовались только по крайней необходимости.

## Американский театр балета

### Ранние годы в Американском театре балета
В 1999 году Коупленд прошла отборочный конкурс в несколько танцевальных студий, каждая из которых предложила ей присоединиться к летней программе. Она приняла решение выступать в Американском театре балета в рамках его летних программ 1999 и 2000 годов. К концу лета 1999 года Коупленд была приглашена в студию Американского театра балета. Её мать настояла на том, чтобы она закончила среднюю школу, и Коупленд пришлось вернуться в Калифорнию на последний год обучения, несмотря на то, что Американский театр балета оплачивал её выступления, а также проживание и обучение. Оба года она проходила обучение на летних интенсивных программах на полную стипендию и в 2000 году была объявлена национальным стипендиатом Американского балета от лица компании Coca-Cola. В летней интенсивной программе 2000 года она исполнила роль Китри в балете «Дон Кихот». Самым ярким воспоминанием Коупленд того лета является работа с хореографом Твайлой Тарп над «Push Comes to Shove». Из 150 участников летней интенсивной программы Коупленд была одной из шести танцовщиц, кого отобрали для молодёжной танцевальной труппы.
В сентябре 2000 года Коупленд присоединилась к компании ABT Studio, дочерней компании Американского театра балета. В 2001 году она стала там участницей кордебалета. В составе труппы студии она исполнила па-де-де в постановке балета Чайковского «Спящая красавица». Через 8 месяцев после прихода в театр она была почти на год отстранена от выступлений из-за проблем с поясницей. Когда она только пришла в труппу, она весила 49 килограмм, её рост был 1 м 57 см. Её половое созревание происходило с опозданием, что является частым явлением у балерин. После проблем с поясницей врач сказал ей, что стимулирование полового созревания должно помочь ей укрепить кости, она начала принимать противозачаточные препараты. Коупленд вспоминает, что втор момент за один месяц она сильно набрала в весе, а её грудь увеличилась на 2 размера. Руководство труппы заметило эти изменения, у них состоялся разговор о её форме. Давление со стороны профессионального сообщества привело к борьбе с имиджем тела и расстройству пищевого поведения. По словам самой Коупленд уверенность в своём теле ей помогли вернуть новые друзья за пределами Американского театра балета и её бойфренд Олу Эванс. Она говорила: «Мои формы стали неотъемлемой частью того, кем я являюсь как танцор, а не тем, что мне нужно было терять, чтобы стать им. Я начала танцевать с уверенностью и радостью, и вскоре сотрудники театра снова начали делать мне комплименты. Думаю, я изменила мнение всех о том, как должен выглядеть идеальный танцор». За время работы в труппе, будучи единственной темнокожей женщиной в компании, Коупленд также чувствовала на себе бремя своей этнической принадлежности, что заставляло её продумывать различные варианты развития карьеры. Понимая, что неуверенность Коупленд мешает развитию её таланта, художественный руководитель театра Кевин Маккензи попросил Сьюзан Фейлз-Хилл, заместителя председателя совета директоров театра, стать наставником Мисти. Фейлз-Хилл в свою очередь познакомила Мисти с темнокожими женщинами, которые были первопроходцами в области профессиональных танцев. Они воодушевили Коупленд и помогли ей увидеть перспективы. В обзорах ранней карьеры Коупленд критики выделяли её на фоне более рейтинговых танцоров. В 2003 году журнал Dance Magazine включил Мисти в список 25 танцоров, выступление которых необходимо посмотреть. В 2003 году её партия представителя корпуса в «Баядерке» и в постановке хореографа Уильяма Форсайта получили самые положительные отзывы. В 2004 году последовали признание и положительные отзывы за участия в следующих балетных постановках: «Раймонда», «Работа в работе», «Amazed in Burning Dreams», «Sechs Tänze», «Pillar of Fire», «Pretty Good Year», «VIII» и «Sinfonietta». Коупленд также танцевала роль венгерской принцессы в балете Чайковского «Лебединое озеро». Сезон 2004 года можно считать прорывом в карьере Мисти Коупленд. Мисти была включена в иллюстрационную книгу бывшей танцовщицы Американского театра балета Розали О’Коннор под названием «Getting Closer: A Dancer’s Perspective». В том же 2004 году она впервые встретилась со своим родным отцом и после говорила, что очень сожалела о том, что не сделала этого раньше.
В 2005 году состоялось самое яркое выступление Коупленд, это была её партия в балете «Tarantella», постановка Джорджа Баланчина. Мисти также танцевала ведущую роль в «половецких танцах» в опере «Князь Игорь». В 2006 году она получила признание за свой классический стиль исполнения в балете «Жизель» и танцевала роль в балете Йорма Эло «Glow-Stop». Эло сказал о Коупленд: «Мисти обладает способностью очень быстро впитывать, а затем воспроизводить это в точности. Она придаёт такую ясность материалу. Если бы я создал свою собственную танцевальную компанию, она была бы первой, кому я бы позвонил». В том же году она вернулась в Южную Калифорнию, чтобы выступить в Центре исполнительских искусств округа Ориндж, а также станцевала роль одного и лебедей и повторила свою роль венгерской принцессы в «Лебедином озере» в Нью-Йорке. В 2006 и в 2007 годах Коупленд танцевала роль в «Золушке» Джеймса Куделки. В 2007 году она также танцевала партию феи в «Спящей красавице». До того, как Коупленд назначили солисткой Американского театра балета, она также исполнила роли в «In the Upper Room» и «Sinatra Suite» Твайлы Тарп, а также роль в «Gong» Марка Морриса. В статье журнала Dance Magazine автор писал, что Коупленд прекрасно находит общий язык со своими партнёрами, что позволило ей танцевать с самыми звёздными мужчинами труппы.

### Карьера солистки
В августе 2007 года Мисти Коупленд была назначена солисткой Американского театра балета. Она стала одной самых молодых солисток труппы за всю историю театра. И хотя сначала она указывалась, как первая афроамериканская солистка театра, Энн Бенна Симс и Нора Кимбалл были солистками Американского театра балета ещё в 1980-х годах. А также перед ней был афроамериканский солист Кейт Ли. В международном балетном сообществе с недостатком разнообразия она была настолько необычной афроамериканской балериной, что пережила культурную изоляцию. Пресса называла её Джеки Робинсоном классического балета.
Коупленд всегда выделялась на фоне своих сверстников. В свой первый сезон в качестве солистки в Центре Нью-Йорка, в котором исполнялись авангардные балетные произведения, она получила хорошие отзывы в The New York Times за роль Баланчина в « Ballo della Regina». Её исполнение в постановках Тарпа в том же сезоне получило широкое признание публикой. Критики её характеризовали как более сложную современную солистку, чем как танцовщицу труппы. Её выступления летом 2008 года в Метрополитен-опера в балетах «Дон Кихот» и «Спящая красавица» также получили крайне позитивные отзывы.
В сезоне 2008-09 годов Коупленд получила похвалу за роли в «Baker’s Dozen» Твайлы Тарп и в «Company B.» Пола Тейлора. В весеннем сезоне 2009 года Американского театра балета Коупленд исполнила роль Гульнары в балете «Корсар», главную роль в "Airs " Тейлора и Па-де-де в «Лебедином Озере» Баланчина. Её стипендия Анненберга в 2008-09 годах включала подготовку к Па-де-де. В конце того же года она выступила в первой поездке Американского театра балета в Пекин. В 2009 году Коупленд снялась в фильме Асуре Бартона «One of Three».
В 2010 году Коупленд выступала в концерте, приуроченном ко дню рождения Метрополитен-оперы, а также в музее Гуггенхайма танцевала под музыку Дэвида Лэнга. Она также создала Испанский танец в новой версии «Щелкунчика», представленной в Бруклинской музыкальной академии постоянным артистом Американского театра балета Алексеем Ратманский. В начале 2011 года она была хорошо принята в Центре Кеннеди в роли доярки в балете Ратманского «Светлый ручей», ремейке запрещённого комического балета. В месячнике афроамериканской истории в 2011 году журнал «Essence» назвал Коупленд одной из 37 чернокожих женщин, разрушающих предубеждения в сфере развлечений. В мае 2011 она создала партию в опере Ратманского «Dumbarton», танцевала в камерном концерте Стравинского «Dumbarton Oaks». Аластер Маколей из The New York Times счёл эту пьесу слишком интимной, но отметил: «Мисти Коупленд внезапно намекает на потребность и эмоциональную мрачность в дуэте … слишком многое происходит, чтобы объяснить это за один просмотр; но сразу же я понимаю, что эмоционально и структурно захвачен».
Начиная с 2012 года Коупленд начала исполнять сольные партии в балетах стандартного репертуара театра. Dance Magazine в статье 2012 года писал, что «классический репертуар Коупленд с каждым сезоном становится все более артистичным. В крестьянском па-де-де „Жизель“ она жизнерадостна и лирична, а её мягкие прыжки в па-де-труа „Лебединого озера“ — радость. В „Спящей красавице“ она смягчает резкие колющие пальцы и похожие на кинжалы па-де-чаты, вознося своё тело величием и доблестью». Мисти танцевала в балете «Жар-птица», хореографию в котором ставил Ратманский. Балет был поставлен на сцене Центра искусств Сегерстрёма в Коста-Меса, Калифорния. Премьера состоялась 29 марта 2012 года. Лаура Блайберг из Los Angeles Times назвала это выступление одним из лучших танцевальных спектаклей года. В том же году Коупленд была признана Советом городских профессионалов лауреатом премии «Breakthrough Leadership». В июне 2012 года «Жар-птица» снова была исполнена на сцене Метрополитена-опера. Это была первая ведущая роль Коупленд в Американском театре балета. Сама Коупленд говорила, что эта роль была самой знаменательной в её карьере на тот момент. Но после всего одного выступления в Нью-Йорке в этой роли Мисти была снята с выступлений во всем сезоне из-за проблем с голенью. И после операции в октябре она была отстранена от работы на 7 месяцев. В мае 2013 года, вернувшись на сцену, она танцевала роль Королевы Дриад в «Дон Кихоте». Нельсон Джордж начал снимать документальный фильм, используя шанс осветить её возвращение на сцену. В июне 2015 Коупленд повторила свою роль Гульнары в «Корсаре».
В мае 2014 года Мисти Коупленд исполнила главную роль Сванильды в «Коппелии» на сцене Метрополитен. По словам редактора Los Angeles Times Джевона Филлипса, она первая афроамериканка, которая танцует эту роль. В том же месяце Брайан Зайберт из New York Times похвалил её за двойную роль Королевы Дриад и Мерседес в «Дон Кихоте». Также в мае Метрополитен поставил программу из одноактных балетов, состоящую из «Тема с вариациями», «Концертный дуэт» и «Парижское веселье» с участием Коупленда во всех трёх.
В марте 2015 года Коупленд танцевала роль принцессы Флорины в «Спящей красавице» на сцене Центра искусств Сегерстрома в Коста-Меса, Калифорния. Она дебютировала в роли Одетты в балете «Лебединое озеро» с Вашингтонским балетом в паре с Бруклином Маком в роли принца Зигфрида в апреле в Театре Эйзенхауэра в Центре исполнительских искусств Джона Ф. Кеннеди. Постановка стала своего рода первой презентацией компании «Лебединое озеро» за всю её 70-летнюю историю. В мае 2015 года она танцевала роль наездницы в «Родео», Бьянку в «Отелло» и Зульму в «Жизель». В 2015 году Коупленд была включена в ежегодный рейтинг самых влиятельных людей «Time 100». В результате она появилась на обложке популярного журнала «Time» и стала первой танцовщицей на обложке издания после Билла-Ти Джонса в 1994 году. В июне Коупленд исполнила небольшую роль Феи Флёр в балете Ратманского «Спящая красавица». В том же месяце она дебютировала в балете «Ромео и Джульетта», премьера состоялась за несколько дней до запланированного выступления 20 июня. Позже в июне Коупленд дебютировала в Нью-Йорке в двойной роли Одетты и Одиллии в балете «Лебединое озеро». Маколи назвал её работу «самой знаменательной ролью в мировом балете». Её выступление на сцене Метрополитен было расценено как триумфальный успех. Это её выступление расценивалось как «высшее достижение» в самых разных средствах массовой информации и среди широкого круга поклонников и коллег.
30 июня 2015 года Мисти Коупленд стала первой афроамериканской женщиной, получившей звание главной балерины за всю 75-летнюю историю Американского театра балета. Достижение Коупленд было поистине новаторским, так как в крупных балетных труппах было очень мало главных балерин афроамериканок.

## Награды
В 2008 году Коупленд получила стипендию Леоноры Анненберг в области искусств, которая финансирует обучение с мастерами-преподавателями балета. Двухлетние стипендии являются признанием «молодых деятелей культуры с исключительными талантами и выдаются с целью предоставления им дополнительных ресурсов для полной реализации их потенциала». В 2013 году Американские клубы мальчиков и девочек назвали Коупленд национальным послом молодёжи года. В 2014 году Коупленд была назначена в Совет при президенте по фитнесу, спорту и питанию и получила почётную докторскую степень Университета Хартфорда за свой вклад в классический балет и помощь в развитии этого вида искусства. В 2014 году Коупленд была лауреатом премии Dance Magazine Awards. После того как Коупленд стала солисткой труппы, она была названа одной из женщин года по версии журнала Glamour в 2015 году. В 2016 году Коупленд получила награду Shorty Award за лучший танец в социальных сетях.

## Личная жизнь
Мисти Коупленд и её муж, адвокат Олу Эванс, живут в Верхнем Вест-Сайде Манхэттена. Примерно в 2004 году пару познакомил двоюродный брат Эванса, Тэй Диггз. Свою помолвку они раскрыли в 2015 году в обложке журнала Essence. Пара вступила в брак в Калифорнии 31 июля 2016 года. Коупленд любит готовить и избегает людных мест.